# Saint-Brice-en-Coglès
Saint-Brice-en-Coglès är en kommun i departementet Ille-et-Vilaine i regionen Bretagne i nordvästra Frankrike. Kommunen ligger i kantonen Saint-Brice-en-Coglès som tillhör arrondissementet Fougères-Vitré. År 2018 hade Saint-Brice-en-Coglès 3 068 invånare.

## Befolkningsutveckling
Antalet invånare i kommunen Saint-Brice-en-Coglès
Referens:INSEE